# Petäjäselkä (kulle i Tunturi-Lappi)
Petäjäselkä är en kulle i Finland.   Den ligger i den ekonomiska regionen  Fjäll-Lappland  och landskapet Lappland, i den norra delen av landet, 800 km norr om huvudstaden Helsingfors. Toppen på Petäjäselkä är 341 meter över havet. Petäjäselkä ingår i Siiselät.
Terrängen runt Petäjäselkä är huvudsakligen platt.  Trakten runt Petäjäselkä är nära nog obefolkad, med mindre än två invånare per kvadratkilometer. Det finns inga samhällen i närheten. 